# La Grande Transformation
La Grande Transformation (sous-titré Aux origines politiques et économiques de notre temps) est le livre phare de l'économiste hongrois Karl Polanyi. Il a été rédigé en Angleterre, après que ce dernier a quitté Vienne et Budapest.
Écrit en 1944, l'ouvrage étudie la logique économique de l'Occident depuis les prémices de « modernisation » agricole anglo-saxonne du XVe siècle, jusqu'à  l'avènement de la Seconde Guerre mondiale. La démarche de Karl Polanyi est considérée comme novatrice car elle associe l'histoire et l'anthropologie.
L'ouvrage soutient deux thèses principales :
1. L'économie de marché libre est une construction institutionnelle socio-historique et politique, et non un trait de la nature humaine. Ce n'est que depuis les années 1830 que le marché économique est conçu comme une entité à part entière, obéissant à des lois fixes indépendantes des cultures humaines.
2. Les interventions étatiques sont des politiques spontanées en réaction aux dérégulations du marché. Cette thèse prend à contrepied l'idée exposée par Hayek d'un marché économique spontané entravé par les interventions de l'État.

## Idées principales

### Différents principes et modèles institutionnels économiques
Karl Polanyi montre à travers son œuvre que l’économie n’est pas nécessairement marchande. Au cours de l’histoire humaine, elle a pris plusieurs formes se basant sur des principes de comportement différents et des institutions différentes. 
- Le principe de comportement économique de la réciprocité est facilité par le modèle institutionnel de la symétrie. Les biens s’échangent par la voie du don et contre-don et participent à la création du lien social entre les groupes ou personnes impliqués. « Ce qui est donné aujourd’hui, sera compensé par ce qui sera rendu demain »[sp 1]. Un exemple est la symétrie des individus et villages impliqués dans le commerce Kula aux îles Trobriand. Il est question de l’échange-don longuement détaillé par Marcel Mauss dans l’Essai sur le don[1].

- Le principe de la redistribution prend place dans le modèle de la centralité : l’ensemble de la production est remise à une autorité centrale qui a la responsabilité de la répartir (chef, aristocratie dirigeante, bureaucratie…) tant au niveau individuel que collectif. Les exemples de cette organisation sociale abondent, des peuples de chasseurs qui remettent leur gibier au chef afin qu’il le redistribue de manière homogène entre tous et entre les différents moments de l’année, jusqu’aux systèmes de protection sociale actuels. Ce modèle implique une division du travail mais sans idée de profit personnel.

- Le principe de l'administration domestique est possible dans le modèle de l'autarcie. Ce modèle n’a pu voir le jour qu’une fois l’agriculture développée et est équivalent au concept d’oïkonomia développé par Aristote. Il y a plus de 2 000 ans déjà, celui-ci mettait l’accent sur le fait que le mobile du gain était absent de cette forme d’organisation économique[2].

Jusqu’à la fin du Moyen Âge en Europe, tous les systèmes économiques étaient organisés selon un de ces trois principes ou une combinaison des trois. Ces trois principes étaient institutionnalisés selon les modèles décrits. La production et la distribution étaient assurées par des mobiles autres que celui du gain, même si le 4e et dernier principe proposé par Karl Polanyi, celui de l'échange marchand, était aussi présent, subordonné aux autres principes. 
- Les principes de troc, paiement en nature et échange prennent forme dans le modèle du marché, où les biens s’échangent selon leur valeur matérielle, voire leur prix, déterminés par le jeu de l’offre et la demande. Dans ce cas le mobile qui permet d’assurer la production et la distribution des biens est le profit personnel.

Le principe du troc peut coexister dans une société où d’autres principes prédominent, par contre ce n’est pas le cas si le modèle du marché devient dominant. C’est en effet un modèle exclusif qui crée sa propre institution, « le marché », voué uniquement à son fonctionnement. Une fois que le marché maitrise le système économique, il inhibe les autres modèles et en arrive à gérer la société en tant qu’auxiliaire du marché. Ce système de marché généralisé n’est pas une norme générale des échanges économiques, mais plutôt une exception historique.

### Genèse du marché autorégulateur
De nombreux passages de La Grande Transformation rappellent au lecteur que le mythe de l'économie de marché qui revendique la filiation naturelle du troc aux marchés locaux puis aux marchés au long cours et finalement à l'économie de marché pour aboutir à la société de marché, n'est pas vérifié par les recherches anthropologiques et historiques. Ces études démontrent même le contraire.
- Le commerce local a été présent dans toutes les sociétés mais considéré comme secondaire. On y échange des biens courants, produits localement. Ces marchés, concrétisés ou non par des places de marché sont totalement encastrés dans les relations sociales à long terme et de nombreuses mesures ont été prises pour contenir leur expansion. Ces échanges étaient totalement dissociés du commerce extérieur[4].

- Le commerce extérieur ou commerce au long cours, contrairement aux marchés locaux, peut contenir dans certains cas les germes de l’économie de marché. En effet, une classe de marchands peut profiter de la division internationale du travail, pour s’enrichir, utilisant la monnaie et créant des institutions spécifiques. Lorsque le commerce extérieur prend cette forme dans des sociétés antérieures, il est toujours porté sur des biens différents des produits locaux et est resté dans une sphère distincte et séparée de l’organisation interne de l’économie[sp 5].

- Le commerce intérieur, constitué de marchés régionaux et nationaux intégrés, en Europe Occidentale, n’a pas été créé au départ du commerce local, ni du commerce extérieur, mais bien par l’État central[sp 6] dans son objectif d’augmenter sa puissance, sa richesse et de fédérer son territoire à partir du XVe siècle. « L’État imposa le système mercantile au protectionnisme acharné des villes et des principautés » [sp 7] mais étendit en même temps le champ de la réglementation, maintenant ainsi le marché imbriqué dans les relations sociales et leurs institutions[sp 8].

- La société de marché : Pour Karl Polanyi c’est au terme de la triple transformation : unification, extension et émancipation que le marché devient maître de la société[5]. L’introduction au XIXe siècle de machines complexes dans le cadre de la fabrique impliqua la production garantie en continu. Cela supposait que l’on puisse se procurer de manière continue les éléments nécessaires à la production, entre autres et en particulier le travail, la terre et la monnaie. C’est dans ce mouvement ultime de marchandisation que selon Polanyi, on serait passé d’une économie de marché à une société de marché[6]. C’est l’abolition de la loi sur les pauvres (Speenhamland Act) en 1834, en Angleterre qui allait marquer véritablement le départ du capitalisme libéral et industriel en tant que modèle de société.

### Absence de naturalité de l'économie de marché

#### Différence entre marché et commerce
De la même manière que l’économie en général (économie substantive) n’est pas réductible à l’économie de marché (économie formelle), le commerce n’est pas synonyme du marché. La pratique du commerce a en effet toujours existé, mais celui-ci a plus souvent obéi à la logique de réciprocité ou de redistribution qu’à celle du marchandage, de l’achat et de la vente. Le commerce peut être commerce par don, commerce administré ou commerce de marché.  Par exemple, on parle de commerce Kula, alors qu’il n’y est pas question de profit monétaire ni même en nature, qu’il n’y a pas d’accumulation, pas de possession permanente, pas de marchandage ni de troc, ni d’échange et que le tout est réglé par le prestige et la magie.

#### Construction historique du «penchant naturel à l’échange»[sp 10]
Contrairement à l’idée répandue dans nos sociétés occidentales et promue par le libéralisme économique, le marché autorégulateur n’est pas le modèle économique naturel de l’humanité, et le comportement calculateur et maximisateur de l’humain n’est pas une fatalité. Les recherches anthropologiques et historiques mises en exergue par l’auteur montrent que « le marché généralisé n’a pas existé en tous lieux et à toutes époques » et que les mobiles de production, circulation et consommation des biens pouvaient être très éloignés de ceux du gain personnel et de la rentabilité en termes d’argent ou de temps. Le Marché et l’homo œconomicus sont le résultat d’une construction historique. Ils ont été construits idéologiquement par une classe de commerçants et soutenus par des politiques d'État.
Dans ce cadre, le biais idéologique fréquemment fait est de placer le marché au centre de la nature humaine et de la société et d’analyser faits sociaux et politiques à l’aune de cet économisme.

#### Naturalité des contre-mouvements
Par ailleurs, Karl Polanyi émet l’hypothèse que ce sont les mouvements de protection sociale et territoriale qui sont les émanations spontanées de la population car elles ne sont pas alimentées par une idéologie structurée et antérieure aux mouvements sociaux ou aux législations approuvées.

### Encastrement et désencastrement de l'économie
Dans toutes les sociétés humaines à l'exception de la société marchande, les phénomènes économiques sont insérés dans les autres institutions sociales. L'économie est pensée et gérée en tant qu'auxiliaire de la société, Karl Polanyi dit qu’elle est encastrée dans les relations sociales ; alors que dans la société de marché c'est le contraire : la société est considérée à l'aune du marché, l'économie est désencastrée des relations sociales. 
Cette notion d’encastrement est similaire au concept de « fait social total » développé par Marcel Mauss dans son Essai sur le don. Elle implique que les relations que les humains entretiennent entre eux sont hiérarchiquement plus importantes que les relations qu’ils entretiennent aux choses.
Ainsi lorsque l’échange marchand prend la forme d’un système autorégulateur des marchés, apparait cette "grande transformation" dont parle Polanyi, caractérisée par le désencastrement des relations économiques vis-à-vis des relations sociales. Quand ce modèle se généralise, il transforme tout en marchandises et « ce n’est plus l’économie qui est encastrée dans la société, mais la société qui se retrouve encastrée dans sa propre économie ». Polanyi parle alors de « société de marché ».

### Marchandises fictives: travail, terre et monnaie
L’étape ultime pour que se forme une société de marché cohérente et généralisée, est que toutes les marchandises doivent être soumises à la logique marchande, et en particulier l’activité humaine (le travail), la nature (la terre) et la monnaie. Ces biens ne sont pas des marchandises car ils n’ont pas été produits, ou ne l’ont pas été pour être commercialisés. Pourtant, le marché leur accorde un prix (le salaire pour le travail, la rente pour la terre et le taux d’intérêt pour la monnaie) comme aux autres marchandises. Karl Polanyi parle alors de quasi-marchandises ou marchandises fictives. Les relations sociales (travail), politiques (monnaies) et écologiques (terre) sont alors englobées dans l’économie de marché.

### Contre-mouvements sociaux
Au XIXe siècle, en même temps que se constituaient les marchés du travail, de la terre et de l’argent,  et face aux épreuves de déracinement, de paupérisation, de prolétarisation de masse, d’instabilité des monnaies et des risques de guerres, l’autoprotection de la société s’est mise en œuvre :
- Face à la marchandisation du travail et ses conséquences désastreuses, la classe ouvrière s'est mobilisée pour obtenir une législation sociale et des lois sur le travail en sa faveur.
- Face à la marchandisation de la nature, la paysannerie et les anciennes classes féodales (aristocratie terrienne, clergé et militaire) se sont mobilisées pour la mise en place des droits de douane sur les produits alimentaires et des lois du sol spécifiques.

Dans le cas de la monnaie, les propres acteurs de l'implantation de l'économie de marché, les classes commerçantes, ont cherché à limiter les fluctuations inhérentes aux processus d'autorégulation des prix, afin de protéger l'organisation de la production, et cela grâce à l'action des banques centrales.
Ce sont ces tensions qui conduiront, selon Karl Polanyi, à l’effondrement de la société de marché.

### Effondrement de l'économie de marché pure
Pour Polanyi, le modèle économique du marché a été à son apogée entre 1830 et 1930. Les ravages sociaux dont il a été responsable ont enclenché de tels contre-mouvements que ce modèle s’est effondré et a entraîné avec lui la stabilité internationale en enclenchant les deux guerres mondiales du XXe siècle et en détruisant la démocratie dans de nombreux pays. Les totalitarismes fascistes et communistes auraient été des tentatives volontaristes de ré-encastrement anti-démocratiques de l’économique dans le social et le politique. 
« Notre thèse est que l’idée du marché s’ajustant lui-même était purement utopique. Une telle institution ne pouvait exister de façon suivie sans anéantir la substance humaine et naturelle de la société, sans détruire l’homme et sans transformer son milieu en un désert. »

## Point de vue de l’auteur

### Prévisions de Polanyi
Pour Polanyi, le modèle économique du « marché autorégulateur » s’est effondré avec la crise de 1929 et la Deuxième Guerre mondiale dû à ses propres contradictions : transformer en marchandises l’humain, la nature et la monnaie  ne peut que générer de féroces contre-mouvements visant à protéger les intérêts de la société contre ceux du marché. 
Pour l’anthropologue Keith Hart, La Grande Transformation est « une œuvre visionnaire et dans l’ensemble, la prophétie ne s’est pas réalisée. » Polanyi n’avait en effet pas prévu la renaissance de l’économie de marché dans un cadre social-démocrate. « Pourtant, l’intérêt pour l’œuvre de Polanyi n’a jamais été plus grand qu’aujourd’hui.[…] Les trois dernières décennies ayant vu se reproduire le scénario du marché autorégulateur et peut-être le début de sa fin, la vision de Polanyi offre une perspective sur les origines politiques et économiques de notre propre époque. Son heure pourrait encore être à venir. » 

### Critique du capitalisme libéral
« La Grande Transformation apparaît en somme comme la critique la plus radicale qui soit du capitalisme libéral. Encore faut-il préciser : ce n’est pas une critique de l’industrie, mais de l’idéologie, et la critique est radicale parce qu’objective, anthropologique. » Polanyi ne reniait pas le recours au marché pour l’allocation de certains biens et services, mais il condamnait l’élévation du « marché autorégulateur » en principe dominant d’organisation de nos sociétés. « C’est à l’intégrisme de marché qu’il s’opposait véritablement. ».

### Modèle économique pluriel
Karl Polanyi à travers son œuvre propose un « socialisme associationiste », qui n’abolirait pas le marché mais qui le réencastrerait dans le rapport social. Il parle de la « domestication » du marché et préconise la construction d’une « économie plurielle » où échange (marché, troc), redistribution et réciprocité seraient les modèles économiques privilégiés. L’État contrôlerait le marché et redistribuerait les richesses qu’il produirait, les associations et inventions institutionnelles formeraient la force vive de l’organisation économique. 
Le New Deal ou les politiques keynésiennes ont été une manière de réencastrer l’économie de marché dans des régulations démocratiques, ce à quoi s'opposent les politiques néolibérales dominantes en Occident depuis les années 1980-90.

### Liberté et démocratie
La liberté est une valeur première pour Karl Polanyi mais il reconnait que suivre uniquement cette logique jusqu’au bout amène «à l’absurde ou à l’intolérable », comme dans le cas du libéralisme économique. La défense invétérée de la liberté individuelle dans le cadre d’une société de marché génère de profondes inégalités, mais l’imposition de l’égalité par l’autorité politique mène à la suppression de la liberté. Ces deux modèles : libéralisme et communisme, ont remis en question la démocratie au cours du XXe siècle.  
Dans La Grande Transformation, Polanyi montre que la démocratie peut et doit se passer du capitalisme. En effet, le capitalisme généralisé s’oppose à la démocratie car il poursuit ses objectifs propres avant ceux du contrat social. 
L’auteur propose donc que la liberté économique soit en partie dirigée et subordonnée à la liberté politique. Mais ce n’est pas suffisant, il est aussi nécessaire de développer des institutions capables de garantir une économie plurielle au sein d’un cadre démocratique, et pour cela s’appuyer sur des mouvements économiques réels déjà existants au sein de la société.

## Influences de cette œuvre

### Changement de perspective
La Grande Transformation, et l’œuvre de Karl Polanyi en général, marque une rupture radicale avec l’évolutionnisme unilinéaire qui avait fortement marqué les débuts des sciences sociales. Par la mise en œuvre de recherches sociologiques et anthropologiques comparatives sur des sociétés présentes et passées, Polanyi remet en question le mythe de l’Occident se situant à l'avant-garde et au faîte du développement humain. Dans cette nouvelle perspective, les sociétés occidentales modernes sont, pour de nombreux aspects, « reléguées à un canton écarté de l’univers des sociétés humaines » .
L’apport de Polanyi apparait important au niveau théorique. Dans son ouvrage La Grande Transformation et ensuite dans ses autres travaux apparaissent des perspectives, des concepts, et des catégories nouvelles relatives au marché, au commerce et aux institutions monétaires, applicables à l’analyse de tout type de société .

### De nouvelles voies ouvertes

#### L’anthropologie économique
Karl Polanyi a apporté un souffle théorique nouveau en anthropologie en faisant la distinction entre économie formelle et substantive et par là même il est à la base du courant de l’anthropologie économique substantive. Sa thèse de l’encastrement de l’économie dans le social ouvre des voies de recherche très intéressantes en anthropologie et en particulier pour comprendre l’économie informelle.

#### Nouvelle sociologie économique
L’idée polanyienne que l’économie est encastrée dans les institutions sociales est une notion capitale de la sociologie économique. Mark Granovetter qui a posé les bases de la nouvelle sociologie économique utilise l’idée d’un encastrement social relatif : même au sein des sociétés modernes soumises à l’ordre marchand, il existe un grand champ d’application des relations familiales et amicales, formant les bases du système marchand et de la coordination entre les agents sur le marché. 

#### Alternative à la critiquemarxiste
La conception polanyienne de la société offre une bonne part de l'héritage critique du marxisme tout en se débarrassant de son économisme et de son « fantasme de l’abolition du marché et de l’homo œconomicus ». Pour Alain Caillé, « la pensée de Polanyi se présente comme la seule véritable alternative d’envergure au marxisme ». Elle est souvent qualifiée de « marxisme à visage humaniste ».

#### Polanyi et Mauss: leMouvement du MAUSS
La pensée de Karl Polanyi, ainsi que celle de Marcel Mauss, sont les principales sources d’inspiration du MAUSS, qui a grandement participé à faire connaitre l’œuvre de Karl Polanyi en France. Les intellectuels réunis au sein de ce Mouvement Anti-Utilitariste en Sciences Sociales cherchent à montrer en quoi la pensée de Karl Polanyi est encore d’actualité et par là même «(ré)inventer et définir les voies d’un nouveau réencastrement, autrement dit d’une reprise de pouvoir des sociétés humaines sur leur économie.»

#### Économie sociale et solidaire
L’économie sociale et solidaire se présente comme une économie plurielle qui combine les trois modèles économiques décrits par Karl Polanyi : économie marchande (échange), économie publique (redistribution) et économie informelle, sociale et solidaire, à large base associative, animée par la réciprocité et l’entraide mutuelle.

## Résumés de chapitres

### Chapitre 4: Sociétés et systèmes économiques
Ce chapitre décrit différents types de systèmes économiques que l’on peut trouver dans différentes sociétés humaines.
Il réfute en particulier la thèse d’Adam Smith (1776) selon laquelle l’homme aurait une propension naturelle au troc et à l’échange, et que l’économie de marché serait par conséquent l’inévitable système économique de toutes les sociétés humaines. Karl Polanyi la qualifie «d’interprétation erronée du passé mais annonciatrice de l’avenir » .
Comme l’ont montré en particulier les travaux de l’anthropologue et sociologue allemand Richard Thurnwald, cités par Karl Polanyi, il existe d’autres modèles d’organisation économique :
- Le modèle institutionnel de la symétrie facilite le principe de comportement de la réciprocité : le donneur attend un juste retour dans un futur indéfini. « Ce qui est donné aujourd’hui sera compensé par ce qui sera rendu demain » [sp 14]. Cette attente est basée sur la confiance et les conséquences sociales (celui qui reçoit sans jamais donner en retour s’exposerait à terme à ne plus rien recevoir et être mis au ban de la société).

- Le modèle institutionnel de la centralité favorise le principe de comportement de la redistribution. La redistribution implique l’existence d’un centre politique (par exemple un pouvoir basé sur la parenté, tel que le chef d’une tribu, ou encore le seigneur dans un pouvoir féodal), qui reçoit et redistribue les biens en fonction de règles établies.

- Le modèle institutionnel de l’autarcie dont le principe de comportement est l’administration domestique. Le groupe clos peut être une famille, un clan ou une ethnie. La production et l’emmagasinement se font par et pour le groupe. Ce modèle fermé n’a pu voir le jour qu’une fois l’agriculture développée et n’est pas motivé par le mobile du gain, comme l’observait déjà Aristote, il y a plus de 2000 ans[32].

Dans les trois cas, le système économique est enchâssé dans le mode de fonctionnement de la société, et ne nécessite pas d’organisation marchande (ni de monnaie). La production et la distribution ne sont pas motivées par le gain. Jusqu'à la fin du Moyen Âge en Europe Occidentale tous les modèles de systèmes économiques étaient organisés sur l’un de ces trois principes ou une combinaison des trois.
Même si des marchés isolés existaient, le modèle du marché et le comportement associé d’échange marchand (troc ou paiement), n’étaient pas donc pas naturellement présents dans les sociétés humaines : c'est bien une invention récente, construite et soutenue par toute une institution.

### Chapitre 5: L'évolution du modèle de marché
Ce chapitre aborde l’origine et l’évolution du modèle économique du marché et de ses principes de comportements économiques associés : le troc, le paiement en nature et l’échange.
La théorie économique classique suppose la propension de l’homme au troc pour expliquer l’origine des marchés  locaux, puis du commerce extérieur et enfin de l’économie de marché. Au contraire, c’est avec le commerce extérieur ou commerce au long cours que l’on trouve les origines du modèle économique du marché mais ce modèle prenait place dans une sphère soit totalement intégrée, soit totalement séparée de l’organisation interne de l’économie. 
Le commerce extérieur était avant tout le transport de biens peu fréquents d’une région à l’autre. Dans ses formes primitives, il était bien souvent davantage lié au modèle de réciprocité (ex: commerce kula) qu’au modèle du marché, et l’apparition de lieux spécifiques pour l’échange (le port, la foire) n’était pas systématique. Ce type de commerce était avant tout complémentaire (il fournissait simplement des biens là où ils n´étaient pas présents) et n’était donc pas concurrentiel.
De même, les marchés locaux étaient avant tout des marchés de voisinage, entre la ville et la campagne alentour. Bien que fréquents, ils avaient une place subalterne dans des modèles économiques basés sur la redistribution, l’administration domestique et/ou la réciprocité. L’organisation de la société visait même à limiter l’influence des marchés locaux sur le modèle dominant grâce à des réglementations contraignantes. 
Jusqu’au XVe siècle, l’organisation des villes médiévales séparait complètement marchés extérieurs et marchés locaux : les bourgeois, maître-artisans et commerçants, excluaient le marchand étranger et son commerce "capitaliste" des marchés locaux où il serait entré en concurrence avec eux. Cela équivalait à empêcher la création d’un marché intérieur national concurrentiel.
Au XVIe siècle, le mercantilisme des États-nations naissants va s’opposer à ces restrictions locales. Toutes les ressources nationales devaient être mobilisées vers le même objectif : la puissance de l’État. Cette politique nationale de marchandisation (d'une fraction croissante de la vie de la population), en s’attaquant aux particularismes et privilèges locaux, allait créer le marché intérieur ou national. Cependant, le mercantilisme, s’il permit de soustraire les marchés locaux des réglementations coutumières des villes, n’en continua pas moins à régir le marché national par des lois et des décrets. À cet égard, ce nouveau type d’organisation économique, au même titre que celui de l’époque féodale avec les marchés locaux et extérieurs, restait subordonné à l’organisation sociale.

### Chapitre 6: Le marché autorégulateur et les marchandises fictives
À l’époque féodale, la production destinée à l’exportation, essentiellement de draps, était organisée dans les villes par de riches bourgeois. À l’époque mercantile, la production était organisée par le marchand capitaliste qui fournissait les matières premières (la laine) à des travailleurs à domicile, ne se limitant plus à la ville. Tant que la production ne nécessitait pas d’autre investissement que la matière première, le marchand pouvait organiser la production sans grand risque. Une baisse de la production (généralement due à un arrêt dans l’approvisionnement des matières premières) était plus préjudiciable à l’ouvrier qu’au marchand, tandis qu’une hausse de la production représentait un gain supérieur pour le marchand. L’introduction progressive de machines simples (métier à tisser, qui pouvait être propriété de l’ouvrier ou du marchand) permit d’augmenter la production, mais ne modifia pas fondamentalement la donne.
Par contre, l’introduction au XIXe siècle de machines complexes dans le cadre de la fabrique changea radicalement le rapport entre commerce et production. L’investissement nécessaire pour ces machines ne permettait plus de prendre les mêmes risques et n’était envisageable que si la production pouvait être garantie en continu. Dans une société commerciale complexe, cela supposait que l’on puisse se procurer de manière continue les éléments nécessaires à la production, entre autres et en particulier le travail, la terre et la monnaie, qui sont trois éléments indispensables à la production industrielle.
Cela signifiait concrètement qu’il fallait organiser des marchés pour tous les éléments nécessaires à la production, y compris des marchés pour pouvoir acheter le travail (dont le prix s’appelle salaire), la terre (dont le prix s’appelle loyer) et la monnaie (dont le prix s’appelle taux d’intérêt), comme n’importe quelle autre marchandise. Il importait également que l’État ne puisse pas intervenir sur ces marchés, les marchandises (y compris travail, terre et monnaie) devant trouver à se vendre et s’acheter au prix d’équilibre, c'est-à-dire suivant le rapport de forces entre vendeur et acheteur. En résumé, la production est dirigée par le marché autorégulateur, système économique qui n’est régulé que par les seuls marchés.

Or le travail (fourni par un être humain), la terre (fournie par la nature), et de manière moins évidente, la monnaie, ne sont pas des marchandises comme les autres : elles ne sont pas produites pour être vendues sur des marchés, et leur utilisation ne peut pas être celle de n’importe quelle autre marchandise. Le fait de soumettre à la loi du marché autorégulateur le travail (donc l’homme), la terre (donc la nature) et la monnaie (outil d'échange) revenait à soumettre la société entière à la loi du marché : le XIXe siècle fut le siècle de la naissance du marché autorégulateur, et par conséquent de la transformation de la société en régime de marché généralisé, c'est-à-dire capitaliste.
"Permettre aux mécanismes du marché de diriger seul le sort des êtres humains et de leur milieu naturel, et même, en fait, du montant et de l'utilisation du pouvoir d'achat, cela aurait pour résultat de détruire la société. Car la prétendue marchandise qui a nom 'force de travail' ne peut être bousculée, employée à tort et à travers, ou même laissée inutilisée sans que soit également affecté l'individu humain qui se trouve être le porteur de cette marchandise particulière. En disposant de la force de travail d'un homme, le système disposerait d'ailleurs de l'entité physique, psychologique et morale 'homme' qui s'attache à cette force. Dépouillés de la couverture protectrice des institutions culturelles, les êtres humains périraient, ainsi exposés à la société ; ils mourraient, victimes d'une désorganisation sociale aiguë, tués par le vice, la perversion, le crime et l'inanition. La nature serait réduite à ses éléments, l'environnement naturel et les paysages souillés, les rivières polluées, la sécurité militaire compromise, le pouvoir de produire de la nourriture et des matières premières détruit. Et, pour finir, l'administration du pouvoir d'achat par le marché soumettrait les entreprises commerciales à des liquidations périodiques, car l'alternance de la pénurie et de la surabondance de monnaie se révèlerait aussi désastreuse pour le commerce que les inondations et les périodes de sècheresse l'ont été pour la société primitive."

### Chapitre 7: Speenhamland, 1795
Les lois élisabéthaines sur les pauvres (Elizabethan Poor Law) de 1601, qui regroupaient un ensemble de lois antérieures sur l’assistance aux pauvres, et en particulier ses amendements de 1662 avec la loi du domicile (Act of settlement), allaient à l'encontre de la création d'un marché du travail. En effet, la loi du domicile obligeait chaque paroisse à certifier qu’elle prendrait en charge les frais de rapatriement de ses résidents désirant s’établir dans une autre paroisse, au cas où ils viendraient à nécessiter l’aide pour les pauvres. En pratique, les paroisses refusaient souvent de délivrer ce certificat, ce qui dissuadait les gens de se déplacer. Un marché du travail où la main-d’œuvre doit être mobile ne pouvait se créer dans ces conditions.
La loi du domicile fut amendée en 1795, mais la loi de Speenhamland apparut la même année. Elle visait à atténuer les effets des variations des prix des grains dues aux blocus de la guerre avec la France en instaurant un système de compléments de salaire. Dans ce système, les revenus étaient constants quel que soit le salaire payé, puisque la paroisse complétait le salaire selon un barème indexé sur le prix des grains. Les employeurs n’avaient donc pas intérêt à proposer des salaires élevés et les employés à augmenter leur productivité. En quelques années, la productivité et les salaires baissèrent au point que la différence entre le travailleur et l’indigent obligé de travailler dans un asile de pauvres (workhouse) disparut pratiquement. Le travail se réduisit à un semblant d’activité, tandis que le salaire était presque intégralement payé par la paroisse. Des hordes entières de paysans chassés de leurs terres par une nouvelle vague d’enclosures perdirent tout amour propre au point de préférer recevoir l’aide pour les pauvres que de travailler pour un salaire équivalent : le résultat de Speenhamland fut une paupérisation des masses qui finit par mettre en danger la capacité productive nécessaire à la société industrielle naissante.
En 1834, tout le monde était convaincu que Speenhamland avait été une erreur tragique et qu’il fallait à tout prix éliminer l’aide au salaire (New Poor Law), mais à cette époque précapitaliste, personne ne savait expliquer le paradoxe de l’augmentation de la production et des richesses à l’échelle de l’Angleterre et la paupérisation croissante des masses. On découvrait la complexité de la société industrielle moderne, mais les lois qui la gouvernaient échappaient à la compréhension des contemporains. Les conséquences sociales dramatiques de Speenhamland eurent une influence décisive sur la façon dont les intellectuels de l’époque tentèrent l’analyse du capitalisme et fondèrent les théories économiques classiques. David Ricardo inféra de l’augmentation de la pauvreté simultanément avec l’augmentation des richesses l’existence d’une « loi d’airain sur les salaires », Thomas Malthus sa loi sur la population, John Stuart Mill la théorie de l’utilitarisme. Personne ne vit que le paradoxe résultait de l’absence de marché concurrentiel du travail dans une société de marché, ni que l’abolition de Speenhamland en 1834 allait marquer véritablement le départ du capitalisme industriel en tant que modèle de société.

### Chapitre 8: Antécédents et conséquences
Le Statut des Artisans (Statute of Artificers) et la loi sur les pauvres (Poor laws) formaient le code du travail de l’époque mercantile en Angleterre. Le Statut des Artisans fixait les règles concernant l’obligation du travail, l’apprentissage et les salaires. La loi sur les pauvres obligeait les paroisses à mettre au travail les indigents en vue de gagner leur subsistance, mais aussi leur permettaient de lever des impôts pour maintenir un asile pour les pauvres, de s’occuper des infirmes, des vieillards, etc. Dans les faits, toutes les paroisses ne s’acquittaient pas de leur responsabilité comme elles auraient dû, et le risque que certaines paroisses bien administrées attirent un nombre croissant d’indigents amena le vote de la loi sur le domicile (Act of settlement).
Tout au long du XVIIIe siècle, le commerce anglais avec le reste du monde allait augmenter de manière continue, mais avec des fluctuations marquées. La hausse de la production manufacturière, puis industrielle à la fin du siècle, nécessitait de plus en plus de main d’œuvre en ville, provoquant hausse des salaires et exode rural (facilité par les enclosures). À l’inverse, les fluctuations brusques et importantes du commerce provoquaient hausse du chômage et retour des travailleurs des villes vers leur campagne d’origine. Mais le travailleur de la fabrique, qu’il ne soit plus capable de cultiver la terre, que les salaires offerts à la campagne soient trop faibles par rapport aux salaires en ville, ou que leurs terres aient  été absorbées par l’enclosure, ne pouvait souvent plus subvenir à ses besoins. Les fluctuations du commerce créaient du chômage plus vite que le commerce ne créait des emplois, car elles étaient accentuées par la loi du domicile qui empêchait les travailleurs de trouver un travail là où ils se trouvaient.
En 1795, la loi du domicile fut amendée pour satisfaire aux besoins de l’industrie naissante. Les propriétaires terriens durent alors trouver un moyen d’empêcher la raréfaction  de la main d’œuvre rurale, le nivellement des salaires avec ceux de la ville, et d’une manière plus générale le déracinement de tout le peuple rural et le démantèlement des campagnes. La loi de Speenhamland fut créée dans cet objectif. Les résultats furent désastreux : le système des allocations, en subventionnant les employeurs sur les fonds publics, fit baisser les salaires au-dessous du niveau de subsistance. Les travailleurs cherchant du travail à un salaire leur permettant de vivre ne trouvaient pas d’employeur et devaient se résigner à tomber au niveau des autres indigents. À la longue, cela finit par démoraliser toute une population qui finissait par trouver plus avantageux de séjourner à l’asile que de travailler. Cela finit par affecter la productivité du travail en général, et les employeurs devaient embaucher plus de travailleurs que nécessaire pour un travail donné. Les salaires normaux finirent par être affectés à la baisse, alimentant encore la spirale de paupérisation des masses et accentuant encore l’effroyable misère d’un nombre toujours croissant.
En 1832, une nouvelle classe accédait au pouvoir à la suite du Reform Act, et abolissait le système de Speenhamland deux ans plus tard, soutenue par les ouvriers : il semblait clair pour tout le monde qu’un vice caché de loi sur les pauvres nécessitait son abrogation pour pouvoir faire le bonheur du plus grand nombre, même si cela revenait à abroger ´Le droit de vivre', comme on appelait aussi la loi de Speenhamland. Ce fut ainsi que naquit l’économie de marché.

### Chapitre 9: Paupérisme et utopie
D’où viennent les pauvres ? C’est à partir du milieu du XVIe siècle que commença à se poser cette question avec l’apparition des pauvres en tant que catégorie à part entière de la population (non rattachée à un seigneur féodal), suivie des premières lois contre le vagabondage, puis au XVIIe siècle la loi sur le domicile. Les premières réponses au problème du paupérisme furent apportées par la communauté quaker, persécutée à cette époque, en particulier Lawson qui proposait la création de Bourse du travail dès 1660, et surtout John Bellers qui proposa en 1695 la création de Colleges of Industry : il s’agissait de faire en sorte que les travailleurs se passent d’employeur et échangent leur travail, commercialisant éventuellement les surplus pour aider d’autres pauvres. Cette idée fut à la base de toutes les tentatives ultérieures pour résoudre le problème du paupérisme, et de l’histoire sociale de notre époque.
En 1782, la loi Gilbert instaurait le principe des roundsmen, où les propriétaires de terre (payant les impôts à la paroisse) pouvaient employer des pauvres payés par la paroisse.
En 1794, Jeremy Bentham proposait d’appliquer son modèle de prison panoptique à la construction d’usines dans lesquelles travailleraient des pauvres assistés. Ses Industry Houses devaient être contrôlées par une société par actions et utiliser le travail de tous les chômeurs pour générer un profit redistribué aux actionnaires.
En 1819, Robert Owen reprenait les idées de Bellers, en essayant de recréer des Colleges of Industry, qui échouèrent, puis en 1832 en créant une bourse du travail équitable basée sur l’échange de travail, qui devait réunir tous les métiers dans un seul projet coopératif dont le produit devait être redistribués entre les membres.
En 1848, Pierre-Joseph Proudhon reprenait l’idée avec sa Banque d’Échange, Charles Fourier avec son Phalanstère, puis par la suite Louis Blanc et ses Ateliers nationaux, ou encore Ferdinand Lassalle et ses projets coopératifs, finalement critiqués par Karl Marx et son collectivisme d’État.
Aucun de ces projets, similaires mais dont les différences annonçaient capitalisme, syndicalisme, mouvement coopératif, anarchisme, socialisme, et communisme à venir, ne résolut pourtant le problème du paupérisme, sans que l'on sache pourquoi.
Plus d’un siècle auparavant, Daniel Defoe avait apporté une réponse dans un pamphlet publié en 1704, à l’époque de Bellers : si les pauvres sont secourus, personne ne voudra travailler pour un salaire, et le surplus de marchandises créé par une organisation publique provoquera la ruine d’autres organisations privées. Quelques années plus tard, Bernard Mandeville écrivait sa Fable des Abeilles décrivant une société qui ne prospère que grâce aux vices de ses membres.
En cette fin du XVIIIe siècle, la richesse et le paupérisme apparaissent comme paradoxaux et ne sont toujours pas complètement compris. Malheureusement, David Ricardo et Adam Smith élaborèrent leurs théories économiques en se basant sur les faits de cette époque transitoire.

### Sources primaires
1. ↑  Polanyi, 1944 (1983), p. 81
2. ↑  Polanyi, 1944 (1983), p. 85
3. 1 2  Polanyi, 1944 (1983), p. 88
4. ↑  Polanyi, 1983 (1944), p. 90
5. ↑  Polanyi, 1944 (1983), p. 95
6. ↑  Polanyi, 1983 (1944), p. 99
7. ↑  Polanyi, 1983 (1944), p. 98
8. ↑  Polanyi, 1983(1944), p. 101
9. ↑  Polanyi, 1983(1944), p. 80
10. ↑  Adam Smith, Recherches sur la nature et les causes de la richesse des nations. Édition traduite en 1881 par Germain Garnier à partir de l'édition revue par Alolphe Blanqui en 1843, Livre I, Chapitre II.
11. 1 2  Polanyi, 1983 (1944), p. 75
12. ↑  Polanyi, 1983 (1944), p. 22
13. ↑  Karl Polanyi, La Grande Transformation, Éditions Gallimard, 1983, p. 72
14. ↑  Karl Polanyi, La Grande Transformation, Éditions Gallimard, 1983, p. 81

### Sources secondaires
1. 1 2  Institut Polanyi France, Pourquoi Polanyi ?, chap.3 : L’économie doit être plurielle
2. ↑  Aristote, Les politiques, Garnier Flammarion, 1999, chapitres 8, 9 et 10
3. ↑  Institut Polanyi France, Pourquoi Polanyi ?, chap.3 : L’économie de marché généralisé n’a pas toujours existé
4. ↑  J.M Servet, J. Moucourant, A. Tiran (sous la direction de), La modernité de Karl Polanyi, L’Harmattan, 1998, p.XIII
5. 1 2  Louis Dumont, Préface, In Karl Polanyi, La Grande Transformation, Gallimard, 1983, p.IX
6. ↑  Alain Caillé, Présentation, In Revue du Mauss, Avec Karl Polanyi, Contre la société du tout-marchand, no 29, Premier semestre 2007, p. 15
7. ↑  Institut Polanyi France, Pourquoi Polanyi ?, chap.3 : L’économie de marché généralisé n’a pas toujours existé
8. ↑   Alain Caillé, Présentation, In Revue du Mauss, Avec Karl Polanyi, Contre la société du tout-marchand, no 29, Premier semestre 2007.p. 11
9. ↑  Institut Polanyi France, Pourquoi Polanyi ?, 1. L’économie de marché généralisé n’a pas toujours existé
10. ↑  Alain Caillé, Présentation, In Revue du Mauss, Avec Karl Polanyi, Contre la société du tout-marchand, no 29, Premier semestre 2007.p. 13
11. 1 2  Institut Polanyi France, Pourquoi Polanyi ?, 2.La société de marché n’est pas tenable
12. ↑  Thierry Wendling, « Us et abus de la notion de fait social total. », Revue du MAUSS, vol. n° 36, no 2,‎ 2010 (ISSN 1247-4819, lire en ligne, consulté le 12 janvier 2020)
13. ↑   Louis Dumont, Préface, In Karl Polanyi, La Grande Transformation, Gallimard, 1983, p.VII
14. 1 2   Caillé 2007, p. 12
15. ↑  Philipe Steiner, La sociologie économique, La Découverte, 2007 (1999), p. 37
16. ↑  Philipe Steiner, La sociologie économique, La Découverte, 2007 (1999), p. 38
17. 1 2  Institut Polanyi France, Pourquoi Polanyi ?, 2.La société de marché n’est pas tenable
18. 1 2  Alain Caillé, Présentation, In Revue du Mauss, Avec Karl Polanyi, Contre la société du tout-marchand, no 29, Premier semestre 2007.p. 14
19. 1 2 3 4 5  Keith Hart, Karl Polanyi : prophète de la fin de l'économie libérale, Revue Interventions économiques [en ligne], 38 2008, mis en ligne le 01 décembre 2008
20. ↑  Louis Dumont, Préface, In Karl Polanyi, La Grande Transformation, Gallimard, 1983, p.XIV
21. ↑  Institut Polanyi France, Pourquoi Polanyi ?, 2.L’économie doit être plurielle.
22. ↑  Louis Dumont, Préface, In Karl Polanyi, La Grande Transformation, Gallimard, 1983, p.XV
23. ↑  Institut Polanyi France, Pourquoi Polanyi ?, 4.La société doit être démocratique.
24. ↑  Jérôme Maucourant, Jean-Michel Servet, André Tiran, La modernité de Karl Polanyi, L’Harmattan, 1998, p.X
25. ↑  Jérôme Maucourant, Jean-Michel Servet, André Tiran, La modernité de Karl Polanyi, L’Harmattan, 1998, pVIII
26. ↑  Francis Dupuy, Anthropologie économique, Armand Colin, 2e éd., 2008, p. 194
27. ↑  Jens Beckert, The great transformation of embeddedness : Karl Polanyi and the new economic sociology, In Chris Hann and Keith Hart editors, Market and Society, 2009
28. ↑  Philipe Steiner, La sociologie économique, La Découverte, 2007,  p. 39
29. ↑  Alain Caillé, Présentation, In Revue du Mauss, Avec Karl Polanyi, Contre la société du tout-marchand, no 29, Premier semestre 2007.p. 10
30. ↑  Institut Polanyi France, Pourquoi Polanyi ?, 2.L’économie doit être plurielle
31. ↑  G. Aznar, A. Caillé, JL. Laville, J. Robin et R. Sue, Vers une économie plurielle : un travail, une activité, un revenu pour tous, Syros, Coll. Alternatives économiques, 1997, Introduction
32. ↑  Aristote, Les politiques, Garnier Flammarion, 1999
33. ↑  Karl Polanyi, La Grande Transformation, Gallimard, 1944, page 123